# Pasilobus
Genre
Pasilobus est un genre d'araignées aranéomorphes de la famille des Araneidae.

## Distribution
Les espèces de ce genre se rencontrent en Afrique subsaharienne, en Asie et en Océanie.

## Liste des espèces
Selon World Spider Catalog (version 23.5, 23/08/2022) :
- Pasilobus antongilensis Emerit, 2000
- Pasilobus bufoninus (Simon, 1867)
- Pasilobus capuroni Emerit, 2000
- Pasilobus conohumeralis (Hasselt, 1894)
- Pasilobus dippenaarae Roff & Haddad, 2015
- Pasilobus hupingensis Yin, Bao & Kim, 2001
- Pasilobus insignis O. Pickard-Cambridge, 1908
- Pasilobus kotigeharus Tikader, 1963
- Pasilobus laevis Lessert, 1930
- Pasilobus lunatus Simon, 1897
- Pasilobus mammatus Pocock, 1898
- Pasilobus mammosus (Pocock, 1900)
- Pasilobus nigrohumeralis (Hasselt, 1882)
- Pasilobus sahyadriensis Jwala, Sen & Sureshan, 2022

## Systématique et taxinomie
Ce genre a été décrit par Simon en 1895 dans les Argiopidae.

## Publication originale
- Simon, 1895 : Histoire naturelle des araignées. Paris, vol. 1, p. 761-1084 (texte intégral).